# Nguyễn Thị Oanh (zapaśniczka)
Nguyễn Thị Oanh (ur. 10 kwietnia 2001) – wietnamska zapaśniczka walcząca w stylu wolnym. Zajęła szesnaste miejsce na mistrzostwach świata w 2022 roku.
Brązowa medalistka igrzysk frankofońskich w 2023 roku. 